# Maximilian Steiner
Maximilian Steiner est un directeur de théâtre autrichien né le 27 août 1830 à Budapest et mort le 29 mai 1880 à Baden.

## Biographie
De 1869 à 1875, il dirige avec l'actrice Marie Geistinger (1833-1903) le Theater an der Wien. Il convainc Johann Strauss fils d'écrire pour la scène, ce qui donnera naissance à l'opérette viennoise. Après une première œuvre Indigo und die 40 Räuber en 1871, il triomphe avec Die Fledermaus en 1874. 
Après le départ de Geistinger pour Leipzig, il dirige seul le théâtre jusqu'à sa mort en 1880. Son fils, Franz Steiner (1855-1920), lui succède. Son second fils, Gabor Steiner (1858–1944), sera également directeur de théâtre.